# إبراهام ماكليلان (سياسي)
إبراهام ماكليلان (بالإنجليزية: Abraham McClellan)‏ هو سياسي أمريكي، ولد في 4 أكتوبر 1789 في مقاطعة سوليفان في الولايات المتحدة، وتوفي بنفس المكان في 3 مايو 1866. حزبياً، نشط في الحزب الديمقراطي. وقد انتخب عضو مجلس نواب تينيسي وانتخب عضو مجلس ولاية تينيسي وانتخب عضو مجلس النواب الأمريكي.